# Flota mira mirno more
Flora mira mirno more je socijalno-pedagoški projekt koji organizira austrijska neprofitna organizacija Mirno more - organizacija za socijalno-pedagoške mirovne projekte. Sjedište organizacije je Kritzendorf, pored Beča. 
Od 1994. godine Flota mira jedri jednom godišnje u Hrvatskoj i omogućuje socijalno i ekonomski zapostavljenoj djeci i mladima sudjelovanje na doživljajnom tjednu sa socijalno-pedagoškom pozadinom. Naziv "mirno more" je uzet od tradicionalnog pozdrava i izraza dobrih želja dalmatinskih pomoraca. Projekat "Flota mira mirno more" se od 1994. zalaže za više tolerancije, bolju inkluziju svih grupa u društvu kao i mirni suživot i predstavlja najveći svjetski jedriličarski projekt za djecu i mlade.

## Koncept
Od 1994. godine Flota mira jednom godišnje jedri svijetom dalmatinskih otoka. Na brodovima plove socijalno i ekonomski zapostavljena djeca i mladi, koji između ostalog dolaze iz kriznih centara, sustanarskih zajednica i socijalno-pedagoških ustanova. Među njima su i mnogobrojni prognanici i ratna siročad iz zemalja bivše Jugoslavije. Na jednotjednoj plovidbi djeca imaju priliku baciti predrasude preko palube i sklapati prijateljstva neovisno o etničkim i socijalnim granicama.
Flota mira koja je u godini osnivanja 1994. započela sa 17 mladih sudionica i sudionika na tri broda iza sebe ima impresivan rast: danas već više od 1000 sudionika i sudionica iz brojnih zemalja na preko stotinu brodova jedri za mir i toleranciju. Zbog povećanja broja brodova Flota mira se od 2006. godine izvodi u okviru plovidbe u zvjezdastoj formaciji, čime se s jedne strane dobiva vrijeme za pedagoški rad unutar posada, ali se i druge strane osigurava dovoljno vremena za razmjenu unutar cjelokupne flote kroz zajedničke aktivnosti. Godine 2010. ovaj jedinstveni projekt doživljajne pedagogije osobno je odlikovao glavni tajnik Ujedinjenih naroda Ban Ki-mun.

## Sudionici
U Floti mira mladi sudionici i sudionice, između ostalog, uče kroz igru kako odbaciti predrasude i vježbaju toleranciju. Jedinstveni doživljajno-pedagoški koncept Flote mira ne samo da ostavlja nezaboravan dojam kod mladih sudionika, nego i putem mnogobrojnih medijskih izvještaja djeluje na javnost kao simbol za toleranciju i razumijevanje. Uključenoj djeci i mladima koji dolaze iz teških prilika treba unutar projektnog tjedna pružiti mogućnost da kroz iskustva usmjerena na doživljaj trajno ovladaju i socijalnim kompetencijama, odbacivanju svih predrasuda preko palube, radu na mirnom rješavanju sukoba i sklapanju prijateljstava koja ne poznaju granice. 

## Poveznice
- Internet stranica Organizacije mirno more, Austrija
- Internet stranica podprojekta Flota mira mirno more, Hrvatska
- Internet stranica podprojekta Flota mira mirno more, Srbija